# Дом-музей В. В. Маяковского (Багдати)
Дом-музей В. В. Маяковского (груз. ვლადიმერ მაიაკოვსკის სახლ-მუზეუმი) — учреждение культуры мемориально-литературного профиля. Открыт на родине русского советского поэта В. В. Маяковского, в городе Багдати (Грузия).
Достопримечательность Багдатского муниципалитета, популярный туристический маршрут.

## История
Открыт в 1940 году, к 10-летию со дня смерти поэта, по личному указанию Сталина. Большую роль в организации музея сыграла сестра поэта, Людмила Маяковская. Музей разместился в родном доме В. В. Маяковского. Родители поэта, Владимир Константинович и Александра Алексеевна, сняли этот дом в 1889 году. А 7 [19] июля 1893 года здесь он родился. В 1906 году глава семьи умер, и из-за финансовых проблем Владимир вместе с матерью и сестрами переехал в Россию.
Мать поэта умерла в глубокой старости и при жизни довольно часто бывала в Доме-музее. Прежде чем переехать из Багдати, она продала большую часть вещей из своего дома. Через несколько лет она вернулась в Грузию и выкупила часть вещей обратно.
Интересно, что музей возглавляли потомки прежнего хозяина дома, Константина Кучухидзе, в 1959 году директором стал его внук, Николай Кучухидзе, а в 2000 году его сменил Бека Кучухидзе, сын Нико.
В 1990-е годы музей был разграблен, а важные экспонаты, такие как фонограф, фотоаппарат и другие были утрачены.
В 2000 году, во время своей предвыборной кампании, реставрацию музея на сумму 10 000 лари из своего личного бюджета профинансировал Важа Лорткипанидзе. А в 2008 году музей был полностью восстановлен на средства Бидзины Иванишвили.
В 2018 году, к 125-летию Владимира Маяковского, музей был отремонтирован. Сделан новый плетеный забор в имеретийском стиле, обновлены лестница и ворота дома, благоустроена территория вокруг музея.
Фонды музея пополняются личными пожертвованиями спонсоров

## Экспозиция
Экспозиция расположена на втором этаже дома. Представлены мемориальные предметы Владимира Маяковского и членов его семьи: семейные материалы XIX—XX веков, личные вещи, литературные издания XIX—XX веков, фотографии и документальные материалы, относящиеся к разным периодам жизни и творчества поэта.
Первый этаж дома занимает историко-этнографический музей Багдати. Здесь экспонируются материалы, полученные в результате проведенных на территории района раскопок, хронология которых включает периоды от раннего каменного века до конца XIX века. В частности, в экспозиции представлена нумизматика, бонистика, этнография и археологические коллекции.
Рядом с музеем находится литературный салон, где объединяется сообщество кутаисских поэтов, интересующихся творчеством Маяковского.